# Cantone di Chirac
Il Cantone di Chirac è una divisione amministrativa dell'Arrondissement di Mende.
È stato costituito a seguito della riforma approvata con decreto del 25 febbraio 2014, che ha avuto attuazione dopo le elezioni dipartimentali del 2015.

## Composizione
Comprendeva inizialmente 13 comuni, ridottisi a 12 dal 1º gennaio 2016 a seguito della fusione dei comuni di Chirac e Le Monastier-Pin-Moriès per formare il nuovo comune di Bourgs-sur-Colagne. di:
- Balsièges
- Barjac
- Bourgs-sur-Colagne
- Cultures
- Esclanèdes
- Gabrias
- Grèzes
- Montrodat
- Palhers
- Saint-Bonnet-de-Chirac
- Saint-Germain-du-Teil
- Les Salelles